# 旺代斯-蒙塔利韦
旺代斯-蒙塔利韦（法語：Vendays-Montalivet，法語發音：[vɑ̃dajs mɔ̃talivɛ]）是法国吉伦特省的一个市镇，位于该省西北部，梅多克半岛北部，属于莱斯帕尔梅多克区。该市镇由旺代斯（Vendays）和蒙塔利韦莱班（Montalivet-les-Bains）两部分组成。

## 地理
旺代斯-蒙塔利韦（45°21'22"N, 1°3'38"W）面积101.46 平方千米，位于法国新阿基坦大区吉倫特省，该省份为法国西南部沿海省份，是法國本土面积最大的省，北起滨海夏朗德省，西临大西洋，南至朗德省，东南接洛特-加龍省，东临多爾多涅省。
与旺代斯-蒙塔利韦接壤的市镇（或旧市镇、城区）包括：旺萨克、滨海诺雅克、梅多克地区加扬、凯拉克。

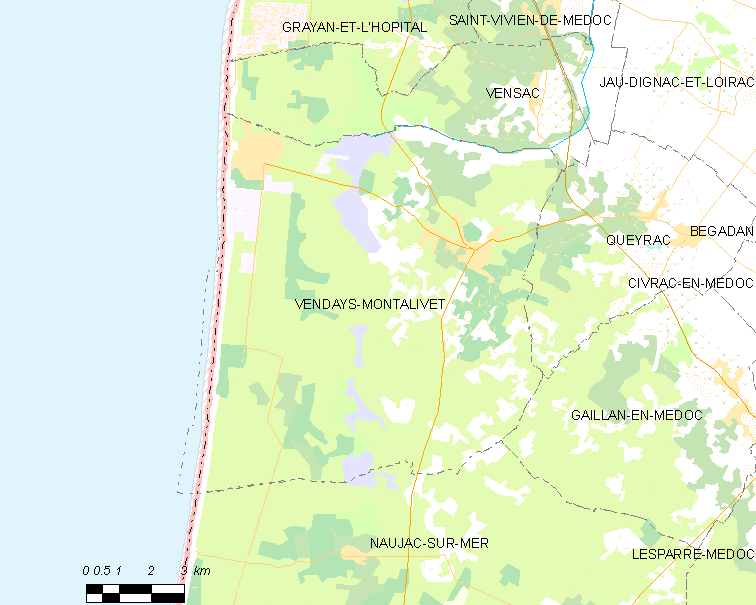
旺代斯-蒙塔利韦的OSM定位图

旺代斯-蒙塔利韦的时区为UTC+01:00、UTC+02:00（夏令时）。

## 行政
旺代斯-蒙塔利韦的邮政编码为33930，INSEE市镇编码为33540。

## 政治
旺代斯-蒙塔利韦所属的省级选区为北梅多克县。

## 人口

1962-2008年间旺代斯-蒙塔利韦人口变化图示

旺代斯-蒙塔利韦于2022年1月1日时的人口数量为2820人。